# Реджина Кінг
Реджіна Рене Кінг (англ. Regina Rene King; нар. 15 січня 1971) — американська акторка кіно, телебачення та озвучення, режисерка телебачення та кіно, співачка. Нагороджена преміями «Оскар» (2019), «Золотий глобус» (2019), чотирма преміями «Еммі» (2015, 2016, 2018, 2020).

## Життєпис
Народилась 15 січня 1971 року в Лос-Анджелесі у Томаса і Глорії Кінг. 
Першу роль отримала ще підлітком в ситкомі NBC «227», де знімалася з 1985 по 1990 роки. Великим успіхом для її кар'єри стала другорядна роль у фільмі «Джеррі Магуайер» (1996). 
В 2003 році зіграла подружок головних героїнь у фільмах «Ворог держави (фільм)», «Міс Конгеніальність 2: Озброєна і легендарна», «Білявка в законі 2», «Історія Попелюшки». В 2004 році Кінг отримала роль у біографічному фільмі «Рей», за яку отримала премію Image в номінації «краща акторка другого плану».
В 2015 році Кінг зрежисувала серіали «Бути Мері Джейн» і «Скандал», того ж року отримала «Еммі» за кращу другорядну жіночу роль в серіалі ABC «Американський злочин». В 2019 році була нагороджена преміями «Оскар» та «Золотий глобус» в номінації «Найкраща акторка другого плану» за фільм «Якби Біл-стріт могла заговорити».
У 1997 році одружилася з Яном Олександром. 19 січня 1996 року народила сина Яна Олександра-молодшого. Розлучилася у 2007 році. Зустрічалась з актором Малкольмом-Джамалом Ворнером з 2011 року 21 до березня 2013.

## Фільмографія

### Акторка
| Рік       |    | Українська назва                             | Оригінальна назва                     | Роль                                       |
| --------- | -- | -------------------------------------------- | ------------------------------------- | ------------------------------------------ |
| 1996      | ф  | Джеррі Магуайер                              | Jerry Maguire                         | Марсі Тидвел                               |
| 1998      | ф  | Ворог держави                                | Enemy of the State                    | Карла Дін                                  |
| 2003      | ф  | Білявка в законі 2                           | Legally Blonde 2: Red, White & Blonde | Грейс Россітер                             |
| 2004      | ф  | Історія Попелюшки                            | A Cinderella Story                    | Ронда                                      |
| 2004      | ф  | Рей                                          | Ray                                   | Марджі Хендрікс                            |
| 2005      | ф  | Міс Конгеніальність 2: Озброєна і легендарна | Miss Congeniality 2: Armed & Fabulous | Сем Фуллер                                 |
| 2006      | мф | Лихо мурашине                                | The Ant Bully                         | Кріла                                      |
| 2007      | с  | 24                                           | 24                                    | Сандра Палмер                              |
| 2009—2013 | с  | Південна територія                           | Southland                             | детектив Лідія Адамс                       |
| 2013—2017 | с  | Теорія великого вибуху                       | The Big Bang Theory                   | Джанін Девіс                               |
| 2014      | с  | Безсоромні                                   | Shameless                             | Гейл Джонсон                               |
| 2014      | мф | Літачки: Рятувальний загін                   | Planes: Fire & Rescue                 | Динаміт                                    |
| 2015—2017 | с  | Американський злочин                         | American Crime                        | Алія Шадід / Террі Лакруа / Кімара Волтерс |
| 2015—2017 | с  | Залишені                                     | The Leftovers                         | Еріка Мерфі                                |
| 2018      | ф  | Якби Біл-стріт могла заговорити              | If Beale Street Could Talk            | Шерон Ріверс                               |
| 2019      | с  | Вартові                                      | Watchmen                              | Анджела Абрахам                            |
| 2021      | ф  | Тим сильніше вони впадуть                    | The Harder They Fall                  | Труді Сміт                                 |
| 2025      | ф  | Спійманий на крадіжці                        | Caught Stealing                       | Роман                                      |

### Режисерка
| Рік  |   | Українська назва | Оригінальна назва  | Роль |
| ---- | - | ---------------- | ------------------ | ---- |
| 2020 | ф | Одна ніч у Маямі | One Night in Miami |      |